# Septimius Herodianus
Septimius Herodianus (Herodian), auch Haeranes (aramäisch Ḥairân) und Herodes, fälschlich Herennianus (* vor 226 vermutlich in Palmyra; † 267 in Heraclea Pontica oder [weniger wahrscheinlich] in Emesa), war Sohn und Mitregent des Odaenathus, des Königs von Palmyra und römischen Kaiserstellvertreters im Orient.

## Leben
Herodianus wurde vor 226 als Sohn des Odaenathus und dessen erster (namentlich nicht bekannten) Frau vermutlich in Palmyra geboren und frühzeitig von seinem Vater zum Nachfolger bestimmt. Im Jahr 251 führte er gemeinsam mit Odaenathus den Senatoren- und Exarchentitel, gleichermaßen erhielt er von seinem Vater nach dessen Persersieg 263 den Ehrentitel König der Könige (siehe auch Reichskrise des 3. Jahrhunderts).
In Heraclea Pontica (nach Zosimos in Emesa) wurde Herodianus mit seinem Vater unter unklaren Umständen wohl Ende 267 ermordet. Johannes Zonaras, der auf heute verlorene Quellen zugreifen konnte, nennt einen Vetter Maeonius als Mörder, die (gerade in Bezug auf das 3. Jahrhundert nur wenig zuverlässige) Historia Augusta zudem Zenobia, die zweite Frau des Odaenathus, als Anstifterin. Vielleicht organisierte aber Kaiser Gallienus selbst die Ermordung des zu mächtig gewordenen Feldherrn und dessen Sohnes. In der Historia Augusta wird er Herodes genannt, in anderen literarischen Quellen findet er keine namentliche Erwähnung.